# Annika Unterburg
Annika Unterburg (* 1978 in Bielefeld) ist eine deutsche Künstlerin.

## Leben
Annika Unterburg wuchs in Kiel auf. Von 1998 bis 2004 studierte sie an der Hochschule für Angewandte Wissenschaften Hamburg im Fachbereich Gestaltung. Dabei war sie von 2001 bis 2002 Studentin der Klasse Wolfgang Müller für Freie Kunst und von 2002 bis 2004 Studentin der Klasse Nir Alon, The International Workshop. Im März 2004 legte sie ihr Diplom ab. Sie lebt und arbeitet seither in Hamburg.

## Künstlerischer Werdegang

### Einzelausstellungen
- 2005 „Als hätte einer von uns…“ SKAMraum, Hamburg
„Eintauchenauf“, Junge-Hunde-Festival, Kronprinzenpalais, Meiningen
- 2004 „Runenberge“, Philippe Van Cauteren, Rothenbaumchaussee, Hamburg
- 2003 „Bis übers Knie“, Trottoir, Hamburg

### Gruppenausstellungen (Auswahl)
- 2005 Kunsthalle „Villa Kobe“, Halle/Saale
„be-zeichnen und über-setzen“, Galerie der HfbK, Hamburg
- 2004 FRISE, Künstlerhaus Hamburg e.V.
„Foyer für junge Kunst“, Vereins- und Westbank, Hamburg-Harburg
„Kreuzwege durch verdrehte Welten“, temporäre Installationen in der Stadtlandschaft, Hafencity-Hamburg
Galerie Durchgang, Hamburg
- 2003 „Home“, Internationaler Workshop, St.Georg, Hamburg
„Kunstgarten“, Museum am Kiekeberg, Hamburg-Harburg
Galerie Durchgang, Hamburg
Galerie Neurotitan, Haus Schwarzenberg, Berlin
Galerie Hinterconti, Hamburg
- 2002 Fumetto-Festival, Luzern, CH
„Bauartbyten“,Rothenbaumchaussee, Hamburg
Galerie Hinterconti, Hamburg
Galerie ACUD, Berlin